# Keith Oxlee
 Keith Oxlee, né le 17 décembre 1934 à Johannesburg (Afrique du Sud) et décédé le 30 août 1998 à Umhlanga, était un joueur de rugby à XV qui a joué avec l'équipe d'Afrique du Sud. Il évoluait au poste de demi d'ouverture.

## Carrière
Il a disputé son premier test match le 25 juin 1960 contre les All Blacks. Il joua son dernier « test match » contre cette même équipe, le 21 août 1965.

## Palmarès
- 19 test matchs avec l'équipe d'Afrique du Sud
- Test matchs par année : 6 en 1960, 3 en 1961, 4 en 1962, 3 en 1963, 1 en 1964, 2 en 1965